# الحبيب السالمي
الحبيب السالمي (31 يناير 1951 -) هو روائي تونسي. وهو مقيم في باريس منذ سنة 1985. رواياته روائح ماري كلير ونساء البساتين والاشتياق إلى الجارة كانت ضمن القائمة النهائية للروايات الست المرشحة للجائزة العالمية للرواية العربية سنة 2009 وسنة 2012 وسنة 2021. وحصل على جائزة كتارا للرواية العربية في 2021 عن رواية «الاشتياق إلى الجارة». ترجمت رواياته إلى عدة لغات أجنبية كالإنكليزية والفرنسية والألمانية والإيطاليةوالبرتغالية والتركية والمالايالمية. يتميز أسلوبه بالواقعية من حيث المضمون، وبالاقتصاد في الجمل والبساطة وتطويع اللغة الدارجة من حيث الشكل.

## النشأة والمسيرة
ولد الحبيب السالمي في معتمدية العلا بولاية القيروان. توفي والداه وهو لم يتجاوز الرابعة عشر. درس في المدرسة الصادقية وحاصل على التبريز في اللغة العربية. درّس العربية في مدرسة ثانوية في ولاية باجة ثم هاجر إلى باريس. وهو يدرّس اللغة العربية في إحدى أرقى ثانويات باريس. أصدر مجموعة قصصه القصيرة «امرأة الساعات الأربع» عن دار الآفاق الجديدة في بيروت في 1986 وأعاد إصدارها عن دار النورس في تونس في 1988. نشر عدة قصص قصيرة في مجلات من بينها مجلة الكرمل عندما كان يشرف عليها محمود درويش وسليم بركات ولم ينشرها بعد في مجموعة قصصية. اختيرت روايته روائح ماري كلير ضمن القائمة النهائية للروايات المرشحة للجائزة العالمية للرواية العربية سنة 2009 والتي تتضمن ست روايات. ووصلت رواية نساء البساتين لنفس القائمة النهائية في دورة 2012 من الجائزة. اختيرت أيضا روايته الاشتياق إلى الجارة ضمن القائمة القصيرة من نفس الجائزة في 2021. وترجمت أعماله لعدة لغات. يتميز أسلوبه بالاقتصاد في الكلمات والبعد عن الزخرف اللغوي. يتطرق في رواياته لمواضيع اختلاف الحضارات بين الشرق والغرب والريف التونسي وتحولات المجتمع التونسي وهوية المثقف العربي التي تتميز بالإزدواجية، والزيجات المختلطة. وحصل على جائزة كتارا للرواية العربية في 2021 عن رواية «الاشتياق إلى الجارة». تأثر في بداياته بالطيب صالح ونجيب محفوظ وطه حسين.
أعادت "دار الجنوب" إصدار ضمن سلسلة "عيون المعاصرة" رواية "جبل العنز" التي قدم لها توفيق بكار ورواية "حفر دافئة" التي كتب تقديمها مصطفى الكيلاني.

### أعماله المترجمة
- ترجم المترجم دنيس جونسون ديفز إحدى قصصه القصيرة وأدرجها في كتابه "قصص قصيرة عربية" وعنون القصة "بحار بعيدة".

- تمت ترجمة رواية "جبل العنز" إلى الإنجليزية من قبل كاريس أولزوك في 2020 عبر دار نشر "بانيبال بوكس". وترجمت في 1999 إلى الفرنسية من قبل ياسمين خلاط عبر دار النشر الفرنسية "ٱكت-سيد".

- ترجمت إحدى رواياته للغة المالايالمية ونشرتها دار نشر "غرين بوكس" في 2007.

- ترجم المترجم ايف غونزالس-كيجانو رواية "عشاق بية" إلى الفرنسية عبر دار "ٱكت-سيد" في 2003. وترجمتها ريجينا كاراشولي عن دار "لينوس فيرلاغ" في بازل إلى الألمانية في 2006.

- ترجمت ايفلين لرقش وفرونسواز نايرو إحدى رواياته في 2008 عن دار "ٱكت-سيد" وأسندتا لها عنوان "ليلة الغريب".

- ترجمت المترجمة الفلسطينية الكندية فدوى القاسم رواية روائح ماري كلير إلى الإنجليزية في 2015 عن قسم النشر بالجامعة الأمريكية بالقاهرة. وترجمتها دار "ٱكت-سيد" إلى الفرنسية في 2011 وترجمتها ريجينا كاراشولي عن دار "لينوس فيرلاغ" في بازل إلى الألمانية في 2010. وترجمت إلى الإيطالية في 2013 والتركية في 2020.

- ترجمت المترجمة سامية نعيم رواية "بكارة" عبر دار ٱكت-سيد" إلى الفرنسية في 2019 وعنونتها "ليلة زفاف سي البشير".

- تمت ترجمة رواية "الاشتياق إلى الجارة" إلى الفرنسية في 2022 من قبل المترجمة ستيفاني ديجول عبر دار نشر "ٱكت-سيد" التي نشرتها بعنوان "جارة الطابق الخامس". وترجمت إلى البرتغالية من قبل فيليبي بنجامين فرانشيسكو تحت عنوان "الجارة التونسية" عن دار نشر "طبلا" في 2023.

- تمت ترجمة رواية "نساء البساتين" للفرنسية تحت عنوان "ابتسم أنت في تونس" من قبل فرونسواز نايرو عن دار "ٱكت-سيد" في 2013. وترجمت إلى الألمانية في 2013 من قبل ريجينا كاراشولي عن دار "لينوس فيرلاغ" في بازل. وترجمت للإيطالية من قبل المترجمة فيديريكا بيستونو عن دار نشر "أتموسفيري ليبري" في 2020.

## الحياة الشخصية
هو متزوج وله ابن، ويتقن اللغة الفرنسية بطلاقة.

## الجوائز
- 1978:  تونس جائزة الدولة للقصة عن المجموعة القصصية «مدن الرجل المهاجر»
- 2002:  تونس جائزة لجنة التحكيم في الجوائز الأدبية الكومار الذهبي عن رواية «عشاق بية»
- 2014:  كندا جائزة الماجدي بن ظاهر للأدب العربي من مؤسسة «بلومتروبوليس» في مونتريال.
- 2021:  قطر جائزة كتارا للرواية العربية، عن رواية «الاشتياق إلى الجارة»

## أعماله

### الروايات
- جبل العنز، المؤسسة العربية للدراسات والنشر، بيروت، 1988
- صورة بدوي ميت، المؤسسة العربية للدراسات والنشر، بيروت، 1990
- متاهة الرمل، المؤسسة العربية للدراسات والنشر، بيروت، 1994
- حفر دافئة، المؤسسة العربية للدراسات والنشر، بيروت، 1999
- عشّاق بيَّة، دار الآداب، بيروت، 2001
- أسرار عبد الله، دار الآداب، بيروت، 2004
- روائح ماري كلير، دار الآداب، بيروت، 2008
- نساء البساتين، دار الآداب، بيروت، 2010
- عواطف وزوّارها، دار الآداب، بيروت، 2013
- بكارة، دار الآداب، بيروت، 2016
- الاشتياق إلى الجارة، دار الآداب، بيروت، 2019
- عطلة في حي النور، دار الآداب، بيروت، 2023

### القصص القصيرة
- مدن الرجل المهاجر، الدار العربية للكتاب، تونس، 1977
- امرأة الساعات الأربع، دار الآفاق الجديدة، بيروت، 1986

### ترجمة
- مديح الظل، جونيشيرو تانيزاكي، دار توبقال للنشر، الدار البيضاء، 1988

### القصص القصيرة المنشورة في المجلات
- امرأة الساعات الأربع، الكرمل، ربيع 1985
- المساء الأول، الأقلام، مايو 1986
- واقعة قديمة، الكرمل، صيف 1986
- الصباح الرمادي،	الأقلام، يناير 1988
- التفاحة، مواقف، يونيو 1989
- الخبر، الكرمل، خريف 1989
- الزيارة، الكرمل، شتاء 1991
- ابتسامة بوذا وحذاء الإمبراطورة الصغيرة، كيكا، يوليو 2013

## بيبليوغرافيا
- الحبيب السالمي في متاهة الرمل، محمد البدوي، منشورات ابن عربي، 2021
- الرواية العربية في المكان الآخر: دراسة في نماذج مختارة، رضا عطية،  الهيئة المصرية العامة للكتاب، 2022

## وصلات خارجية
- الحبيب السالمي على موقع أرشيف الشارخ.
- الحبيب السالمي  على فيسبوك.
- الكتب الصوتية للحبيب السالمي في موقع ستوريتل
- الحبيب السالمي في دار الآداب
- مقابلة مع الحبيب السالمي في برنامج «حوار» في فرانس 24 24 يوليو 2013
- مقابلة وثائقية مع الحبيب السالمي / قناة العربية
- مقابلة في برنامج «المشاء» سبتمبر 2018
- مقابلة مع برنامج «ضيف ومسيرة» (الجزء 1) - فرانس 24 7 مارس 2018
- مقابلة مع برنامج «ضيف ومسيرة» (الجزء 2) - فرانس 24 7 مارس 2018